# Biding My Time
„Biding My Time“ je desátá skladba z alba Relics od britské progresivně rockové skupiny Pink Floyd. Skladbu napsal Roger Waters. Jedná se o jedinou „novou“ skladbu na tomto albu, ostatní skladby totiž již dříve vyšly na studiových albech.

## Sestava
- Roger Waters - baskytara, zpěv
- David Gilmour - elektrická kytara, akustická kytara
- Rick Wright - piáno, varhany, pozoun
- Nick Mason - bicí, perkuse